# 基本比率謬誤
基本比率謬誤（base rate fallacy）或基本率謬誤、忽略基本比率（Neglecting Base Rates）是一種機率謬誤，係因不明統計學上的基本比率導致的推論謬誤。
像例如說「每年超速和酒駕撞死的人一樣多，因此超速和酒駕一樣危險」就會犯下這種謬誤，因為超速違規的案件遠遠多於酒駕案件，而在考慮超速案件遠多於酒駕的狀況下，應該認為酒駕的危險程度大於超速。

## 示例
假設同性戀染上Ｘ病的機率是異性戀的9倍，小明染上了Ｘ病，而我們對他的性傾向一無所知。試問小明是同性戀的機率是多少？
一個直覺的回答是9/10，然而，若是如此，就犯了基本比率謬誤。
事實上，如果我們不清楚同性戀和異性戀佔整個群體的比率（即基本比率），就無法回答這個問題。
方便起見，我們假定群體有100人，同性戀有10人（佔1/10），異性戀有90人（佔9/10）。再假設異性戀染上Ｘ病的機率是X，則同性戀染上Ｘ病的機率為9X。我們可用下表表示各種子群體的分布：
|        | 有Ｘ病                     | 沒Ｘ病                         |
| ------ | -------------------------- | ------------------------------ |
| 同性戀 | {\displaystyle 10\cdot 9X} | {\displaystyle 10\cdot (1-9X)} |
| 異性戀 | {\displaystyle 90\cdot X}  | {\displaystyle 90\cdot (1-X)}  |

因此，小明是同性戀的機率是1/2：
{\displaystyle {\frac {10\cdot 9X}{10\cdot 9X+90\cdot X}}={\frac {1}{2}}}
原來直覺的9/10只有在同性戀與異性戀比例相等時適用。假定群體有100人，同性戀、異性戀各50人，則可用下表表示各種子群體的分布：
|        | 有Ｘ病                     | 沒Ｘ病                         |
| ------ | -------------------------- | ------------------------------ |
| 同性戀 | {\displaystyle 50\cdot 9X} | {\displaystyle 50\cdot (1-9X)} |
| 異性戀 | {\displaystyle 50\cdot X}  | {\displaystyle 50\cdot (1-X)}  |

此時，小明是同性戀的機率是9/10：
{\displaystyle {\frac {50\cdot 9X}{50\cdot 9X+50\cdot X}}={\frac {9}{10}}}

## 外部連結
- （英文） Logical Fallacy: The Base Rate Fallacy（页面存档备份，存于）